# Milan Galić
Pour les articles homonymes, voir Galić.
Milan Galić, né le 8 mars 1938 à Maleševci (Bosansko Grahovo, en Yougoslavie, aujourd'hui en Bosnie-Herzégovine) et mort le 13 septembre 2014 à Belgrade, est un footballeur serbe, international yougoslave.
Avant-centre, il évolue au Partizan Belgrade, puis au Standard de Liège et au Stade de Reims. International de 1959 à 1966, il est le 2e meilleur buteur de l'histoire de la sélection yougoslave avec 37 buts en 51 matchs. Il remporte notamment la médaille d'or aux Jeux olympiques de 1960.

## Biographie
Né à Maleševci, Galić grandit dans un orphelinat de guerre de Zrenjanin,. Particulièrement doué pour le football, il intègre le club local, le Proleter Zrenjanin, avec lequel il fait ses débuts en 1954, à 16 ans. Il inscrit douze buts en onze matchs pour sa première saison en D4, puis en 2e division nationale, un total de 37 buts en 75 matchs sur trois saisons. En 1955 et 1956, il participe avec l'équipe nationale yougoslave aux championnats d'Europe junior, organisés en Italie et en Hongrie. Il porte entre 1956 et 1959 huit fois le maillot bleu et y inscrit deux buts. 
Il est finalement recruté par le Partizan Belgrade, vice-champion de Yougoslavie en 1956 et 1958. Après certains tracas administratifs, Milan Galić fait ses débuts au printemps 1959, à 20 ans. Auteur de sept buts lors de ses dix matchs de championnat, il est appelé dès le mois de mai en sélection yougoslave par la commission de sélectionneurs menée par Aleksandar Tirnanić. Les Plavi reçoivent la Bulgarie au JNA Stadion, le stade du Partizan à Belgrade, dans le cadre des éliminatoires pour l'Euro 1960. Servi par Branko Zebec, Galić ouvre le score après 27 secondes de jeu, initiant le succès des siens (2-0),.
Au Partizan comme en sélection il s'impose sur le flanc gauche, comme ailier ou demi. Très rapide, agile et mobile, avec une remarquable vision du jeu et une très bonne technique de balle, Galić brille autant comme meneur de jeu que comme buteur. En sélection, il marque un total de treize buts lors de dix matchs d'affilée entre mai et septembre 1960, remportant au passage la médaille d'or aux Jeux olympiques de 1960 et atteignant la finale de l'Euro 1960, où les Yougoslaves s'inclinent face à l'Union soviétique de Lev Yachine,,. Capitaine de la sélection aux Jeux olympiques, il est le meilleur buteur du tournoi : il marque notamment tous les buts de son équipe lors des matchs décisifs face à la Bulgarie et l'Italie, en demi-finale. Il ouvre le score en finale face au Danemark dès la première minute, d'une frappe de 30 mètres, mais est expulsé à quelques minutes de la fin, alors que la marque est de 3-0.
Deux ans plus tard, Galić est de la Coupe du monde au Chili. Il marque trois fois lors des matchs de poule. Vainqueur de l'Allemagne, sa « bête noire », en quart de finale, la sélection termine pourtant la compétition à une frustrante 4e place après une défaite en petite finale face aux hôtes de la compétition. Quelques mois plus tard, il inscrit le seul but du match lors de la victoire des Bleus sur la Hongrie, la première depuis 1931. Galić apparaît cette année au 8e rang du Ballon d'or, remporté par le Tchécoslovaque Josef Masopust. L'année suivante, il marque en Belgique puis en Suède lors des éliminatoires pour l'Euro 1964 mais cela ne suffit pas à empêcher l'élimination des siens. L'échec de la qualification à la Coupe du monde 1966, malgré un nouveau but décisif à Belgrade contre la France en 1965, marque la fin de son aventure en sélection. Il honore sa 51e et dernière cape lors de la défaite contre la France à Paris le 9 octobre 1965.
Avec les Noir et Blanc de Belgrade, Galić inscrit entre 1959 et 1966 165 buts en 281 matchs, dont respectivement 74 et 148 en championnat. Il est un grand artisan des succès de son club, champion de Yougoslavie en 1961, 1962, 1963 et 1965. Il est en 1961, 1963 et 1965 le meilleur buteur de son équipe. En 1966, il atteint avec son équipe la finale de la Coupe des clubs champions européens. Menant face au Real Madrid CF 1-0 à vingt minutes du terme, les Yougoslaves s'inclinent finalement 2-1.
Ayant atteint l'âge de 28 ans, Galić reçoit l'autorisation de partir à l'étranger. Il rejoint le Standard de Liège en Belgique où il inscrit en quatre saisons 41 buts en 111 matchs - 33 en 84 matchs de championnat. Il y remporte la Coupe de Belgique pour sa première saison, puis le championnat de Belgique en 1969 et 1970. Cette dernière saison est la plus réussie avec 17 buts en championnat et une qualification en quart de finale de la Coupe des clubs champions européens 1969-1970 après une victoire sur le Real Madrid CF. Les Belges l'emportent notamment 3-2 en Espagne, Galić clôturant la marque. En 1970, Galić signe au Stade de Reims, un glorieux club français qui fait son retour dans l'élite. Après une bonne première saison (14 buts en 36 matchs), il réalise deux exercices plus anonymes. 
En 1973 il arrête sa carrière et rentre à Belgrade. Il aurait joué un match de championnat sous les couleurs de l'OFK Belgrade pendant la saison 1974-1975. 
Il reprend et termine des études de droit, puis entre au sein de la Fédération de Yougoslavie de football (devenue dans les années 1990 la Fédération de Serbie de football) comme conseiller juridique.

## Statistiques
| Saison    | Club                 | Championnat | Matchs | Buts |
| --------- | -------------------- | ----------- | ------ | ---- |
| 1958-1959 | FK Partizan Belgrade | D1          | 10     | 7    |
| 1959-1960 | FK Partizan Belgrade | D1          | 22     | 10   |
| 1960-1961 | FK Partizan Belgrade | D1          | 21     | 14   |
| 1961-1962 | FK Partizan Belgrade | D1          | 21     | 7    |
| 1962-1963 | FK Partizan Belgrade | D1          | 25     | 16   |
| 1963-1964 | FK Partizan Belgrade | D1          | 20     | 4    |
| 1964-1965 | FK Partizan Belgrade | D1          | 24     | 15   |
| 1965-1966 | FK Partizan Belgrade | D1          | 5      | 1    |
| 1966-1967 | Standard de Liège    | D1          | 22     | 9    |
| 1967-1968 | Standard de Liège    | D1          | 14     | 2    |
| 1968-1969 | Standard de Liège    | D1          | 23     | 5    |
| 1969-1970 | Standard de Liège    | D1          | 25     | 17   |
| 1970-1971 | Stade de Reims       | D1          | 36     | 14   |
| 1971-1972 | Stade de Reims       | D1          | 16     | 3    |
| 1972-1973 | Stade de Reims       | D1          | 3      | 1    |
| Total     | Total                | Total       | 287    | 125  |

| Année | Matchs | Buts |
| ----- | ------ | ---- |
| 1959  | 2      | 1    |
| 1960  | 14     | 14   |
| 1961  | 11     | 7    |
| 1962  | 10     | 8    |
| 1963  | 3      | 2    |
| 1964  | 5      | 2    |
| 1965  | 6      | 3    |
| Total | 51     | 37   |

## Palmarès

### En équipe nationale
- International yougoslave de 1959 à 1966 (51 matches joués et 37 buts marqués)
- Médaillé d'or aux Jeux olympiques de 1960
- Finaliste du Championnat d'Europe des Nations 1960
- Demi-finaliste de la Coupe du monde 1962

### En club
Partizan Belgrade
- Champion de Yougoslavie en 1961, 1962, 1963 et 1965
- Finaliste de la Coupe d'Europe des clubs champions en 1966
- Finaliste de la Coupe de Yougoslavie en 1959 et 1960

 Standard de Liège
- Champion de Belgique en 1969 et 1970
- Vainqueur de la Coupe de Belgique en 1967